# مرقد هلال العلي
مرقد هلال العلي (بالفارسية: امامزاده هلال بن علی) هو مرقد شيعي تاريخي يعود إلى السلالة الصفوية، ويقع في مقاطعة آران وبيدگُل.

## معرض الصور

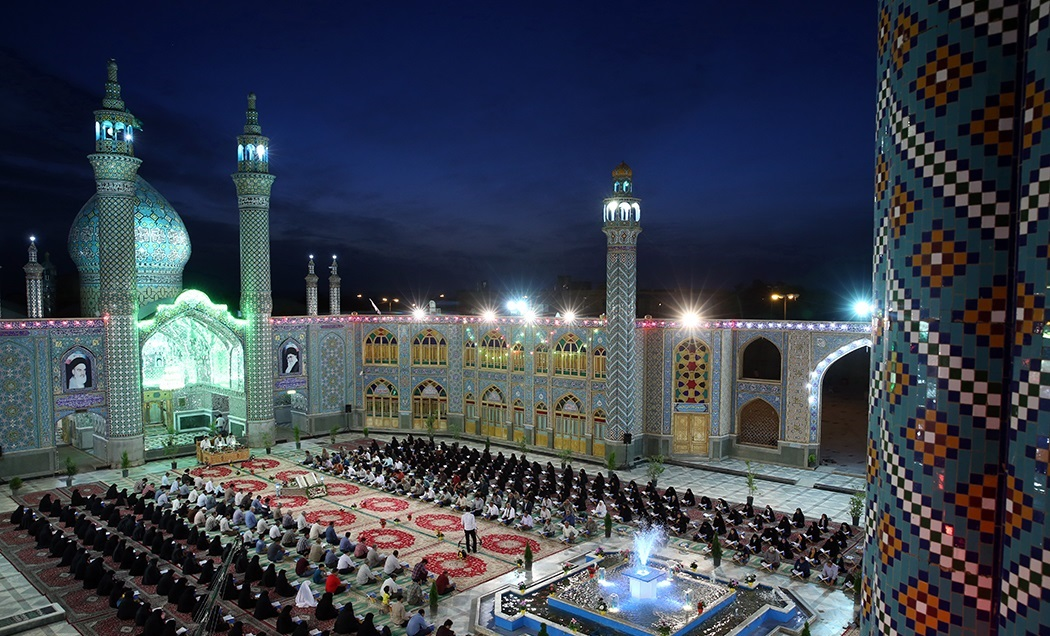
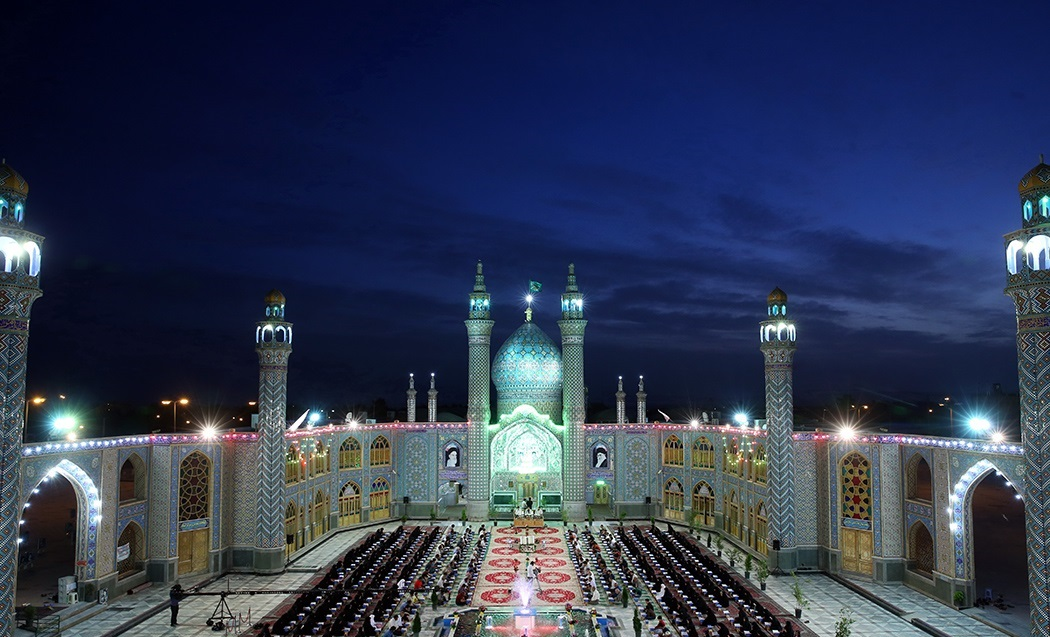
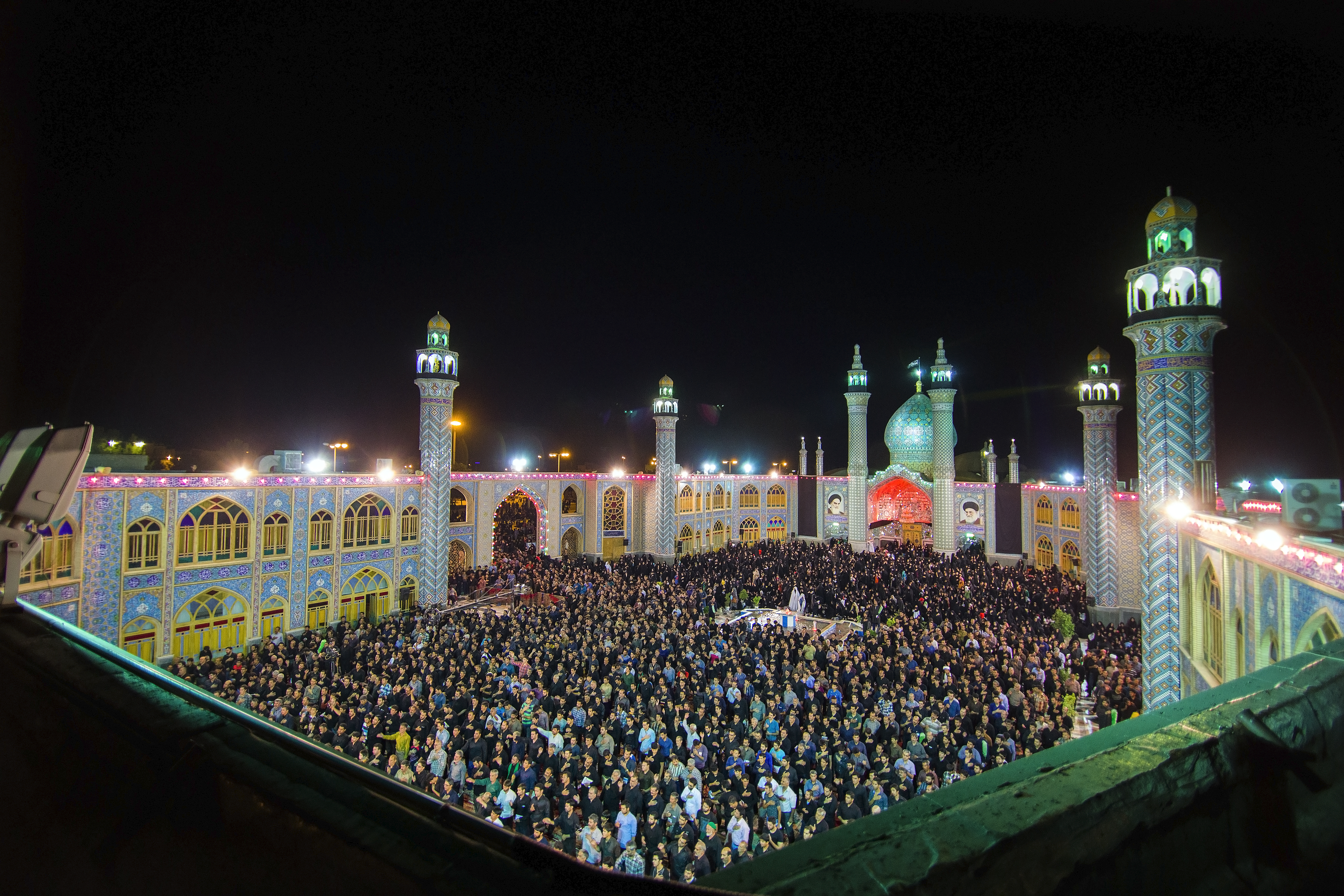
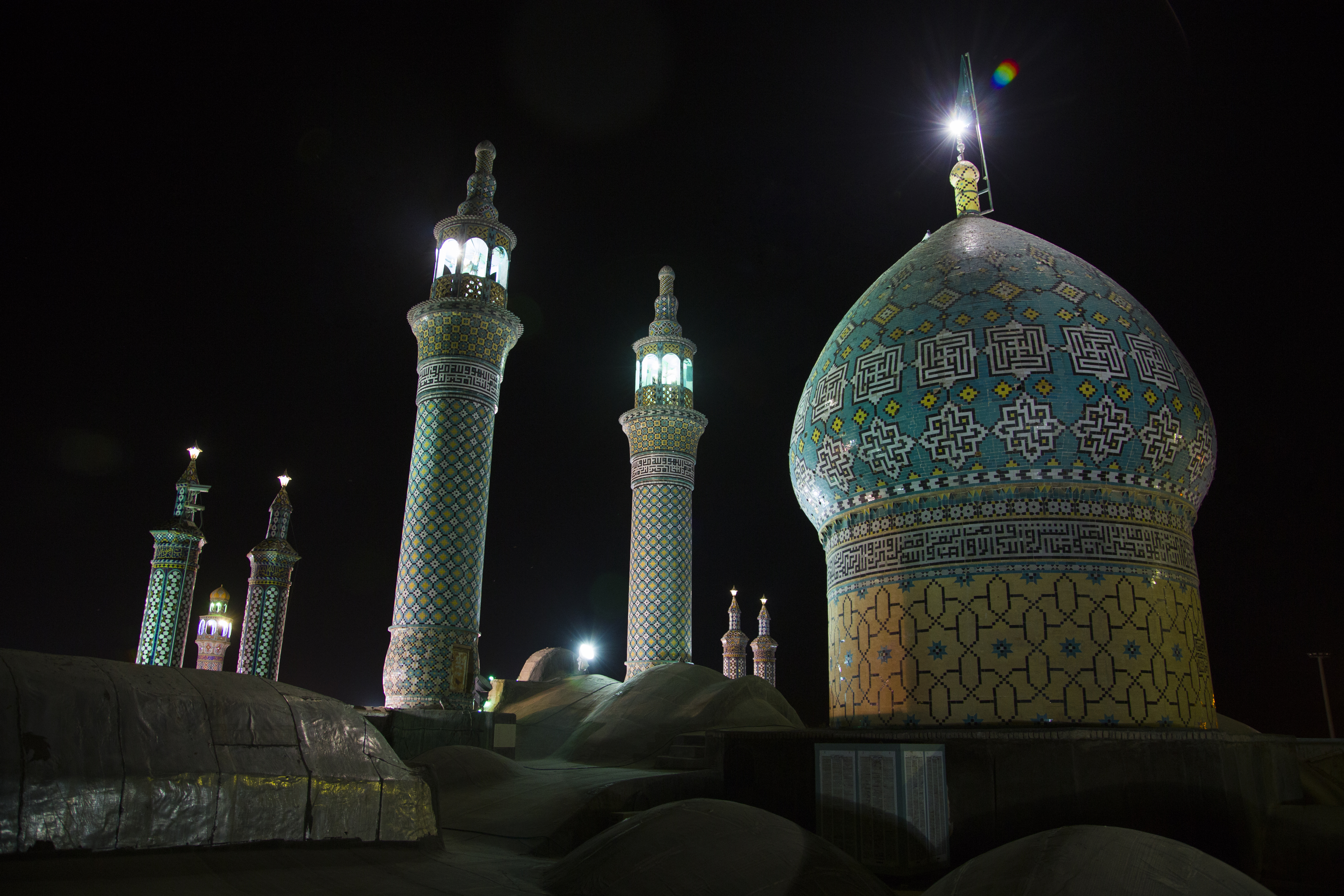
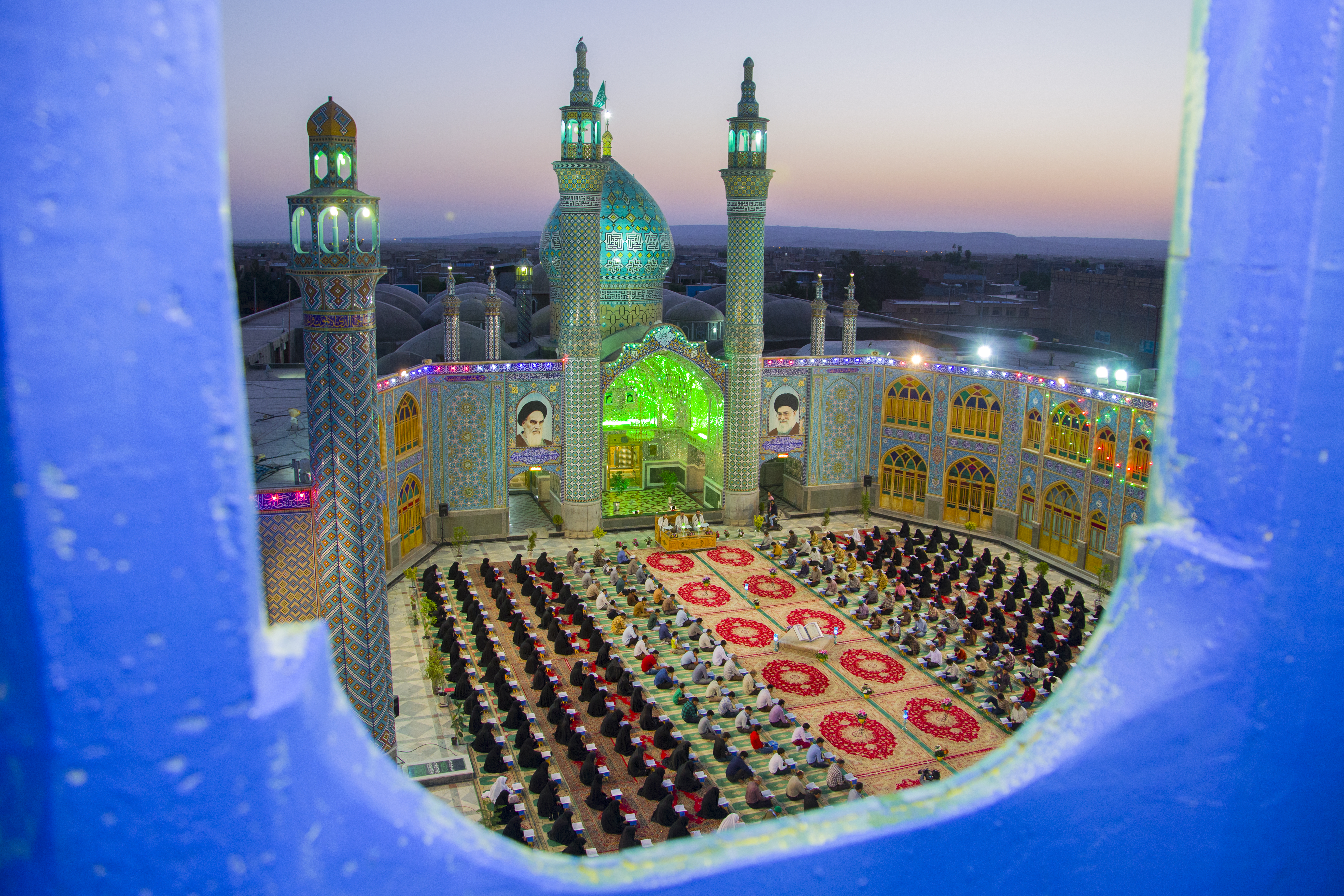
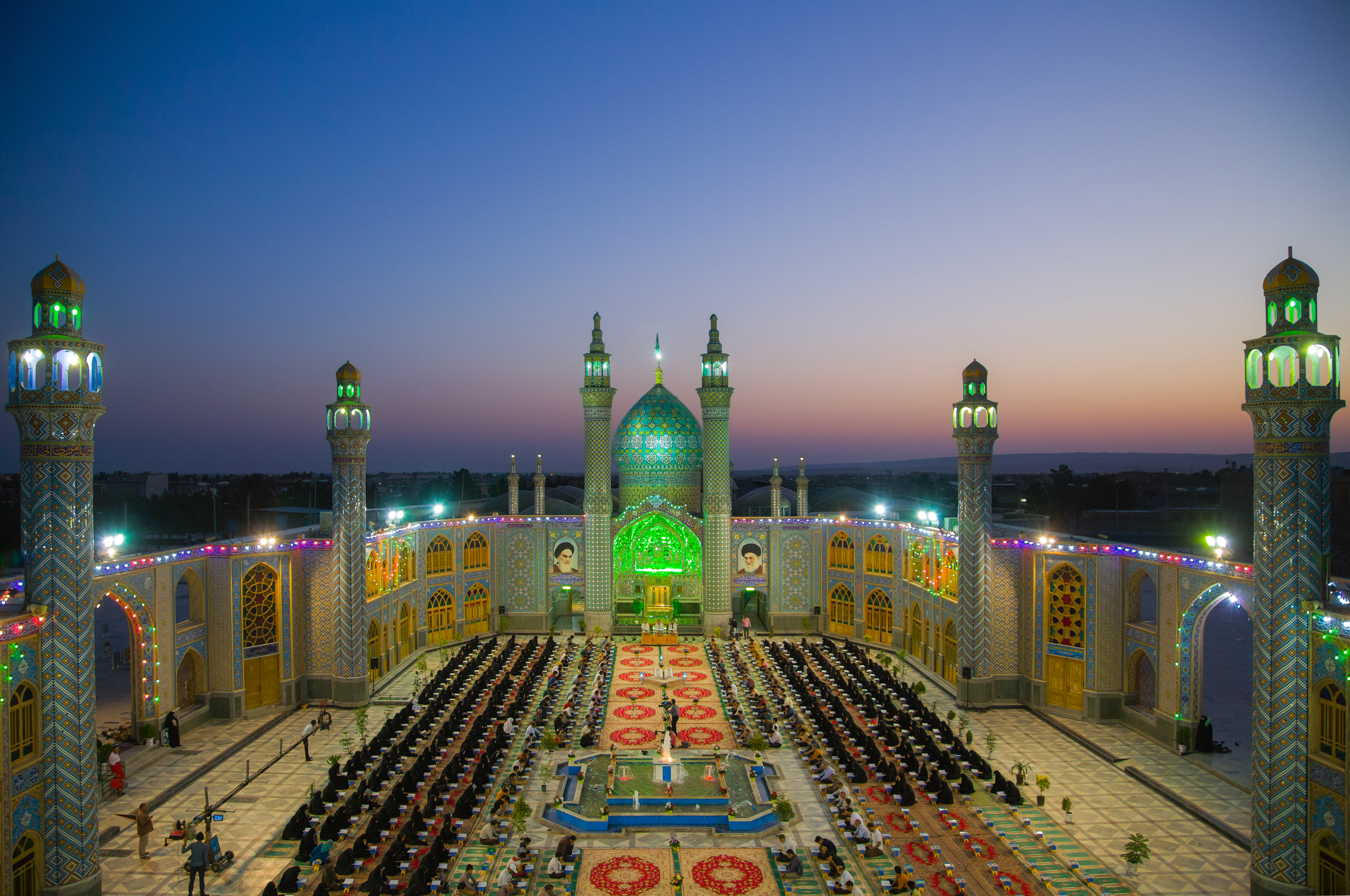
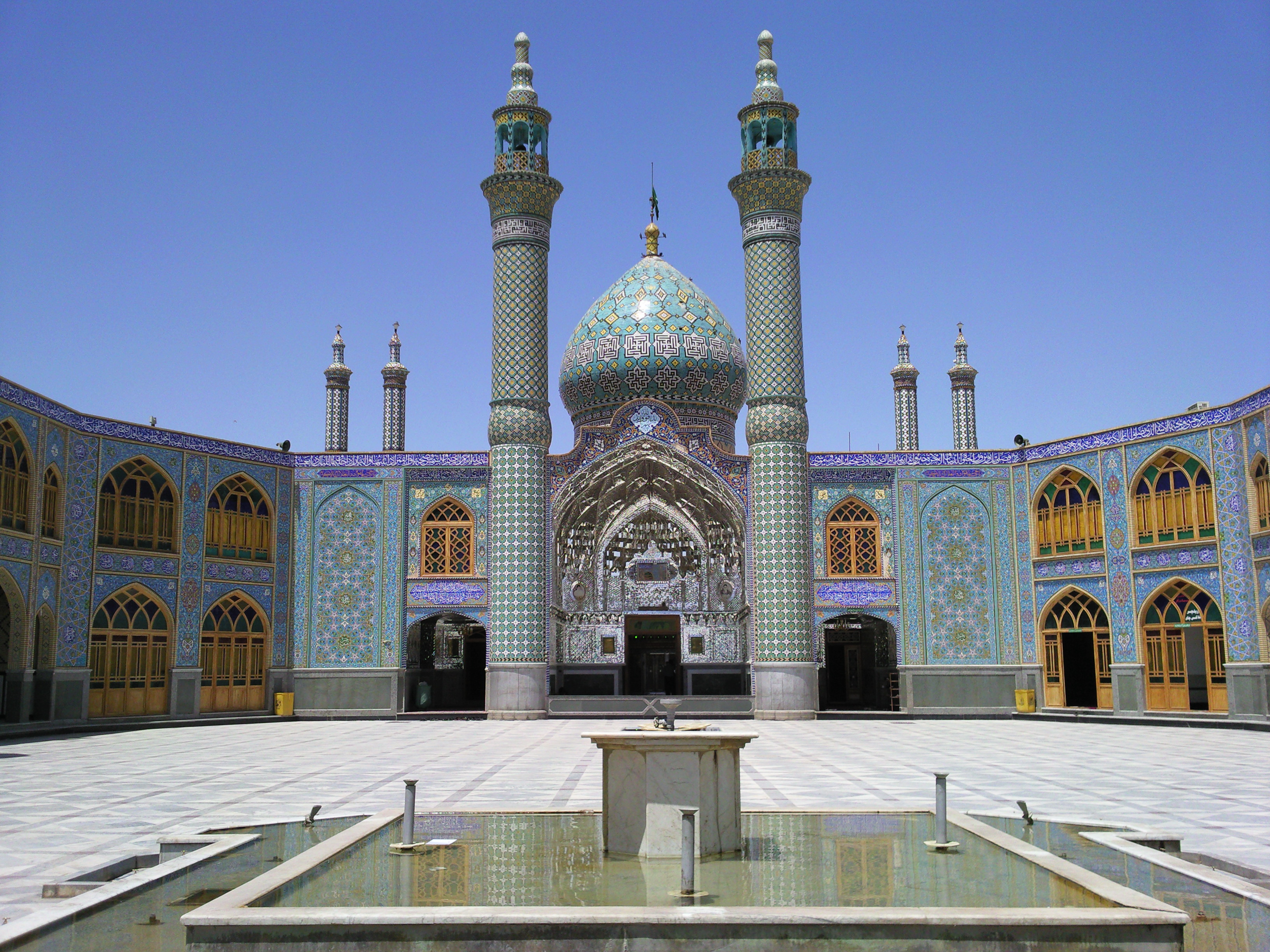
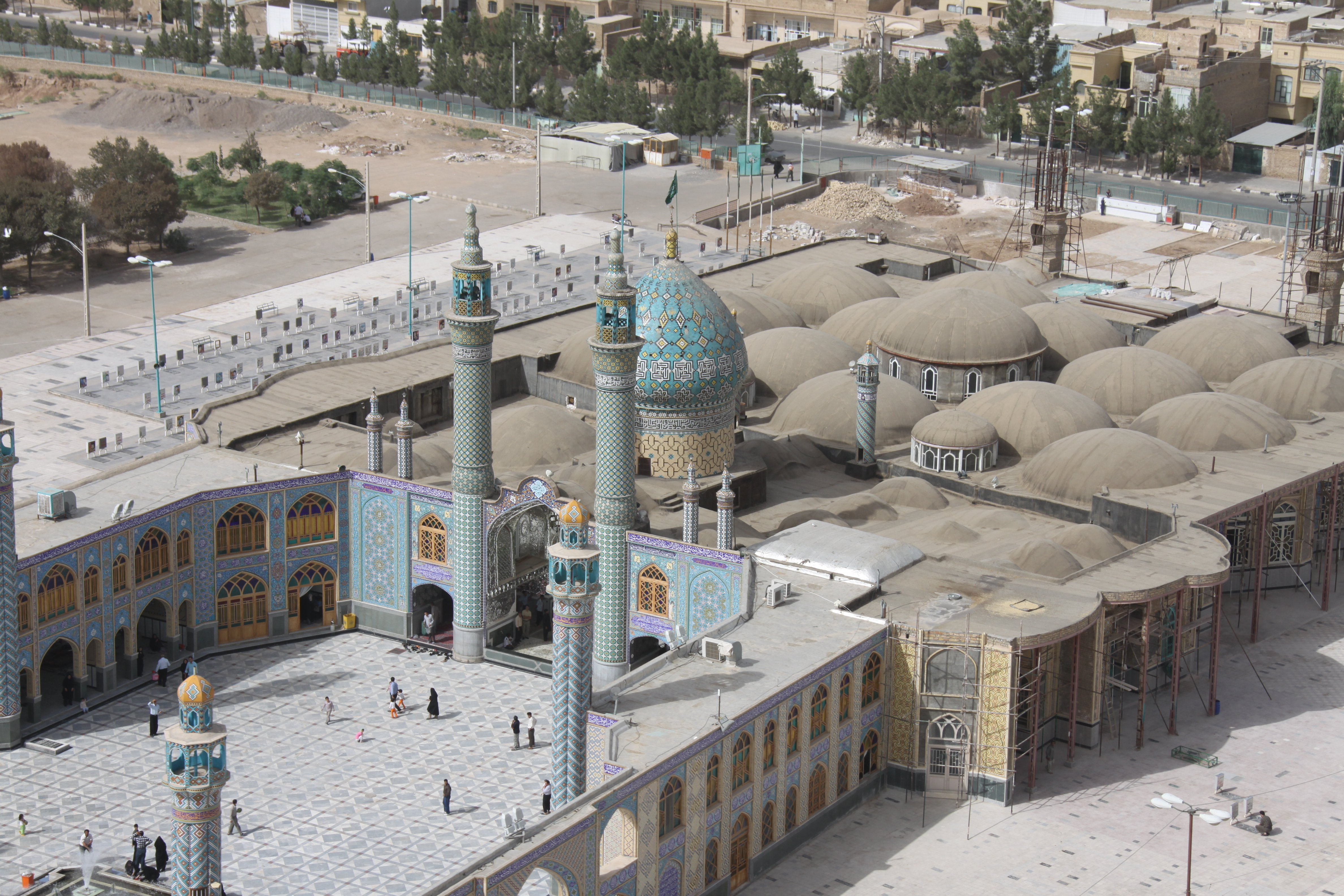

## أعلام
- محمد الأوسط بن علي